# 6320 Bremen
6320 Bremen este un asteroid din centura principală de asteroizi.

## Descriere
6320 Bremen este un asteroid din centura principală de asteroizi. A fost descoperit pe 15 ianuarie 1991 la Tautenburg de Freimut Börngen. El prezintă o orbită caracterizată de o semiaxă mare de 2,44 ua, o excentricitate de 0,17 și o înclinație de 2,3° în raport cu ecliptica.